# Ville de Kingston
La Ville de Kingston (City of Kingston) est une zone d'administration locale dans les faubourgs sud-est de Melbourne au Victoria en Australie au bord de la baie de Port Phillip.

## Conseillers
La ville est divisée en sept secteurs qui élisent chacun un conseiller :
- Barton Ward
- Braeside Park Ward
- Carrum Carrum Ward
- Clarinda Ward
- Como Ward
- Hawker Ward
- Patterson River Ward

## Quartiers
La ville comprend les quartiers de:
| - Aspendale - Aspendale Gardens - Braeside - Bonbeach - Carrum - Chelsea - Chelsea Heights |  | - Cheltenham (en) (siège du conseil) - Clarinda - Clayton Sud - Dingley Village - Edithvale - Heatherton - Highett |  | - Mentone (en) - Moorabbin - Moorabbin Airport - Mordialloc - Oakleigh Sud - Parkdale - Patterson Lakes |